# La Tropicale Amissa Bongo Ondimba
La Tropicale Amissa Bongo Ondimba ist ein Straßenradrennen in Gabun, das erstmals 2006 ausgetragen wurde. Das aus jeweils acht Teilstücken bestehende Etappenrennen ist Bestandteil der UCI Africa Tour, in der es in den ersten beiden Jahren in die UCI-Kategorie 2.2 eingestuft war und wurde 2008 in die höhere Kategorie 2.1 aufgenommen. Der Name der Veranstaltung soll an Albertine Amissa Bongo erinnern, die 1993 verstorbene Tochter des gabunischen Präsidenten Omar Bongo Ondimba. Im Jahre 2008 belief sich die Gesamtrenndistanz auf 594 Kilometer. Im Jahr 2015 dagegen schon auf 966 Kilometer. Rekordsieger ist der Franzose Anthony Charteau, der das Rennen in den Jahren 2010 bis 2012 dreimal gewinnen konnte.

## Sieger
| Jahr | Sieger             | Zweiter                  | Dritter                         |          |
| ---- | ------------------ | ------------------------ | ------------------------------- | -------- |
| 2006 | Jussi Veikkanen    | Frédéric Guesdon         | Jewgeni Wladimirowitsch Sokolow |          |
| 2007 | Frédéric Guesdon   | Pierre Rolland           | Jussi Veikkanen                 |          |
| 2008 | Lilian Jégou       | Yann Pivois              | Rony Martias                    |          |
| 2009 | Matthieu Ladagnous | Filipe Cardoso           | Pierre Rolland                  |          |
| 2010 | Anthony Charteau   | Ian McLeod               | Julien Loubet                   |          |
| 2011 | Anthony Charteau   | Andy Cappelle            | Adil Jelloul                    |          |
| 2012 | Anthony Charteau   | Meron Russom             | Adil Jelloul                    |          |
| 2013 | Yohann Gène        | Soufiane Haddi           | Gaëtan Bille                    |          |
| 2014 | Natnael Berhane    | Luis León Sánchez        | Egoitz García                   |          |
| 2015 | Rafaâ Chtioui      | Giovanni Bernaudeau      | Abdelkader Belmokhtar           |          |
| 2016 | Adrien Petit       | Andrea Palini            | Anthony Delaplace               |          |
| 2017 | Yohann Gène        | Issak Tesfom Okubamariam | Nikodemus Holler                |          |
| 2018 | Joseph Areruya     | Nikodemus Holler         | Damien Gaudin                   |          |
| 2019 | Niccolò Bonifazio  | Lorrenzo Manzin          | André Greipel                   |          |
| 2020 | Jordan Levasseur   | Natnael Tesfatsion       | Emmanuel Morin                  |          |
| 2021 | abgesagt           | abgesagt                 | abgesagt                        | abgesagt |
| 2022 | abgesagt           | abgesagt                 | abgesagt                        | abgesagt |
| 2023 | Geoffrey Soupe     | Hamza Amari              | Christopher Rougier-Lagane      |          |